# Dilocantha serrata
Dilocantha serrata är en stekelart som beskrevs av John M. Heraty 1998. Dilocantha serrata ingår i släktet Dilocantha och familjen Eucharitidae.
Artens utbredningsområde är:
- Costa Rica.
- Honduras.
- Panama.

Inga underarter finns listade i Catalogue of Life.